# U7 (Berlijn)
De U7 is een lijn van de metro van Berlijn. De tangentiële metrolijn verbindt het noordwestelijke stadsdeel Spandau met Rudow in het zuiden van het district Neukölln en maakt onderweg een halve ring om het westelijke centrum (→ kaart). De U7 is met een lengte van 31,7 kilometer, 40 stations en een reistijd van ruim 56 minuten de langste lijn van het Berlijnse metronet. Op kaarten wordt de geheel ondergronds gelegen metrolijn aangeduid met de kleur lichtblauw.
Het oudste deel van de U7 werd geopend in 1924 en was oorspronkelijk een van de twee takken van de Nord-Süd-Bahn, de eerste grootprofiellijn van Berlijn en de eerste lijn die door de stad werd gebouwd. De westelijke tak en de gemeenschappelijke route van de Nord-Süd-Bahn behoren tegenwoordig tot de U6. In 1966 werd de oostelijke tak een zelfstandige lijn, die steeds verder naar het westen werd verlengd. Aangezien Berlijn in die tijd een gedeelde stad was, ontwijkt de U7, net als de U9, het in het oosten gelegen historische centrum.

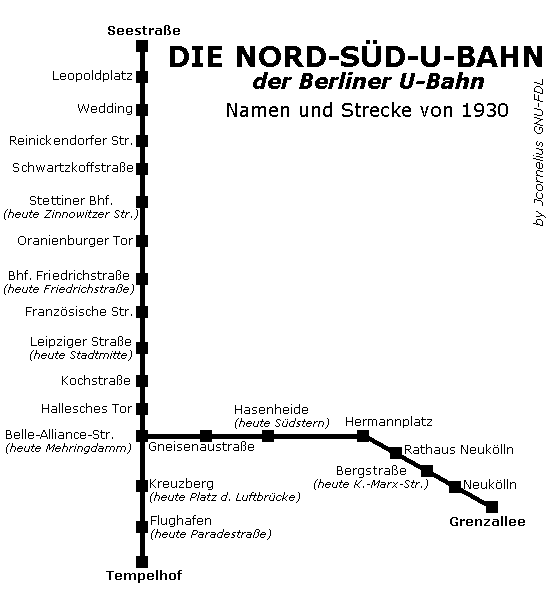
Nord-Süd-Bahn in 1930

## Geschiedenis

### Nord-Süd-Bahn
Aan het begin van de 20e eeuw ontwikkelde het Berlijnse stadsbestuur de eerste plannen voor de bouw van een metrolijn in eigen beheer. Het ging om een noord-zuidlijn onder de Friedrichstraße, die het stadsdeel Wedding zou verbinden met de Hallesches Tor in Kreuzberg, en verder naar het zuiden uiteindelijk twee vertakkingen zou moeten krijgen. De stad plande de Nord-Süd-Bahn volledig onafhankelijk van het reeds bestaande net van de (private) Hochbahngesellschaft. De gemeentelijke metrolijn moest zich ook technisch onderscheiden van de Hoch- und Untergrundbahn. Er werd gekozen voor een groter omgrenzingsprofiel, dat de inzet van 2,65 meter breed materieel mogelijk zou maken. Op de krapper aangelegde lijnen van de Hochbahngesellschaft reden treinen met een breedte van 2,3 meter.
Als noordelijk eindpunt van de Nord-Süd-Bahn werd de kruising van de Müllerstraße en de Seestraße in Wedding gekozen. Vandaar zou de lijn in een min of meer rechte lijn via de Chausseestraße en de Friedrichstraße naar de Hallesches Tor leiden. Bij de Belle-Alliance-Straße werd een splitsingsstation voor de twee zuidelijke takken gepland. Toen men in 1910 overeenstemming bereikte met de stad Rixdorf (het huidige Neukölln) over de bouw van de oostelijke tak werden de plannen concreet. Over het verloop van de westtak bleef vanwege onenigheid tussen Berlijn en de toenmalige zelfstandige gemeente Tempelhof echter nog onduidelijkheid bestaan.
Op 2 december 1912 ging in de Friedrichstraße de eerste spade in de grond. Aanvankelijk vorderde de bouw zo snel dat het stadsbestuur er rekening mee hield de volledige lijn in 1917 of 1918 in gebruik te kunnen nemen. Het uitbreken van de Eerste Wereldoorlog in 1914 gooide echter roet in het eten. Het groeiende gebrek aan arbeidskrachten en bouwmaterialen vertraagde de werkzaamheden ernstig, totdat de bouw in 1917 stil werd gelegd. Na de oorlog was de economische situatie zo slecht dat voltooiing van de lijn niet meer te realiseren leek. Men overwoog aan het begin van de jaren 1920 zelfs de deels gereedgekomen tunnels met zand te vullen, om het stadsverkeer van de vele bouwputten te verlossen. Deze oplossing bleek echter zo duur dat besloten werd de bouw in 1921 toch te hervatten.
Op 30 januari 1923 kwam de Nord-Süd-Bahn in gebruik tussen de stations Stettiner Bahnhof en Hallesches Tor. Het noordelijke deel van de lijn tot Seestraße volgde op 8 maart van hetzelfde jaar.

### Twee takken

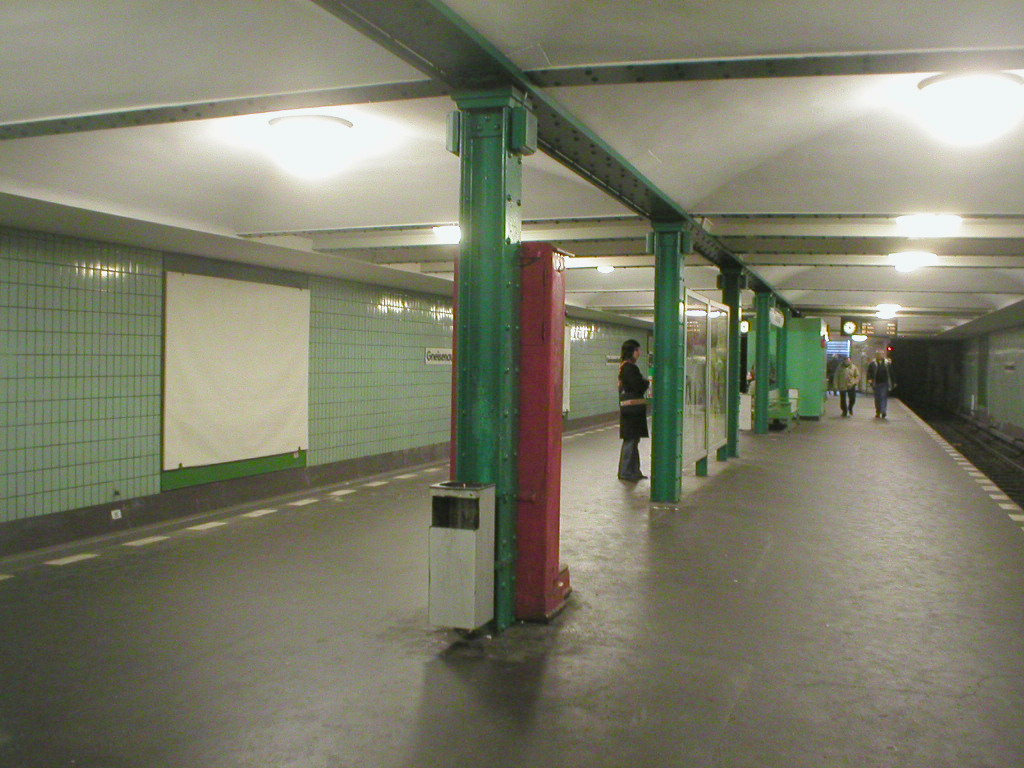
Gneisenaustraße, het oudste station van de U7

Al in 1921, nog voor de opening van het hoofdtracé van de Nord-Süd-Bahn, waren bij station Gneisenaustraße de werkzaamheden aan de tak naar Neukölln begonnen. Vanwege het nog altijd heersende geldgebrek bouwde men dit deel van de lijn aanvankelijk in kleine etappes. Op 19 april 1924 kwam het traject Hallesches Tor - Gneisenaustraße in dienst. Het geplande splitsingsstation Belle-Alliance-Straße (nu Mehringdamm) werd alvast met drie sporen uitgerust. Op 14 december 1924 volgde een verlenging met één station tot Hasenheide (nu Südstern). Het eerste deel van de aftakking naar Tempelhof kwam in gebruik op 14 februari 1926.
De Nord-Süd-Bahn kreeg de lijnaanduiding C. De twee aftakkingen in het zuiden werden met Romeinse cijfers van elkaar onderscheiden: lijn CI bediende de oostelijke tak naar Neukölln en gold als hoofdroute, lijn CII reed naar Tempelhof, in de beginjaren slechts als pendeldienst tot Belle-Alliance-Straße.

### Verlenging door Neukölln

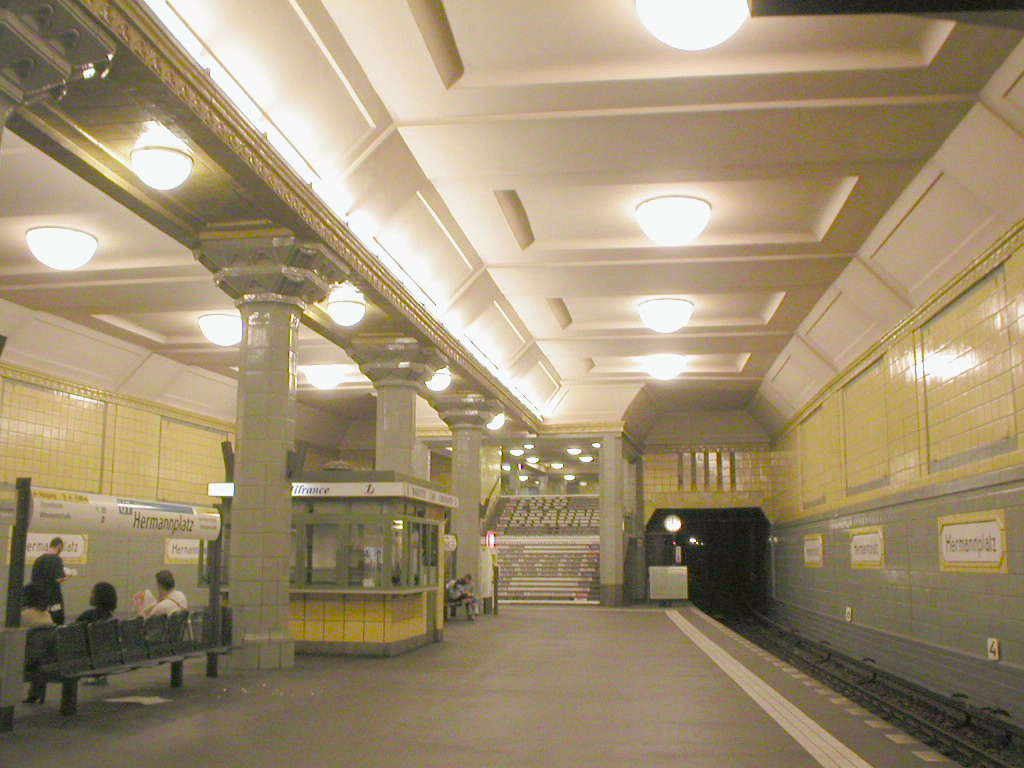
Het groots uitgevoerde kruisingsstation Hermannplatz

In de tweede helft van de jaren 1920 was de economische situatie dusdanig verbeterd, dat de metrobouw met een hoger tempo kon vorderen. Op 11 april 1926 openden op de Neuköllnse tak van de Nord-Süd-Bahn drie nieuwe stations: Hermannplatz, Rathaus Neukölln en Bergstraße (nu Karl-Marx-Straße) en werd de lijn met 2,7 kilometer verlengd via de Hasenheide en de Bergstraße.
Onder de Hermannplatz, die zich tegelijkertijd met de metrobouw tot een belangrijk plaatselijk centrum ontwikkelde, zou de Nord-Süd-Bahn de nog in aanbouw zijnde GN-Bahn (de huidige U8) kruisen. Hier ontstond het eerste kruisingsstation van de Berlijnse metro, bestaand uit een ruime en rijk gedecoreerde hal voor de huidige U7, in tweeën gedeeld door een dwars daarin hangend station voor de huidige U8.
De voorlopig laatste verlenging van de tak door Neukölln zou de lijn naar de Grenzallee voeren. Naast het nieuwe eindpunt omvatte dit traject het station Neukölln, waar een overstap op de ringlijn van de S-Bahn ontstond. Achter station Grenzallee was oorspronkelijk een werkplaats gepland, ten behoeve waarvan extra sporen werden aangelegd, maar die nooit gebouw werd. De 1,6 kilometer lange verlenging via de Bergstraße en de Buschkrugallee opende op 21 december 1930; gedurende ruim 25 jaar zou lijn CI het traject Seestraße - Grenzallee berijden.

### Tweede Wereldoorlog
Gedurende de Tweede Wereldoorlog liep het gehele Berlijnse metronet ernstige schade op door bombardementen, maar de lijn naar Neukölln bleef relatief gespaard. De grootste verwoestingen troffen het traject Bergstraße - Grenzallee, waar de metrodienst in 1944 plaats had moeten maken voor ondergrondse wapenfabrieken. Op 25 april 1945 moest echter al het metroverkeer stilgelegd worden, zo ook op lijn CI. De ergste schade werd veroorzaakt door het opblazen van de Noord-zuidtunnel van de S-Bahn ter hoogte van het Landwehrkanaal, in mei 1945. De tunnel kwam onder water te staan en via een voetgangerstunnel in station Friedrichstraße bereikte het water ook het metronetwerk. Bijna een miljoen kubieke meter water verspreidde zich vervolgens door de tunnels, lijn CI overstroomde tussen de stations Belle-Alliance-Straße en Gneisenaustraße.
Terwijl de tunnels na de beëindiging van de oorlog werden leeggepompt, was het tracé Hermannplatz - Bergstraße op de weinig getroffen Neuköllnse lijn op 14 mei 1945 een van de eerste twee trajecten waar weer gereden werd.

### Voltooiing in het zuiden

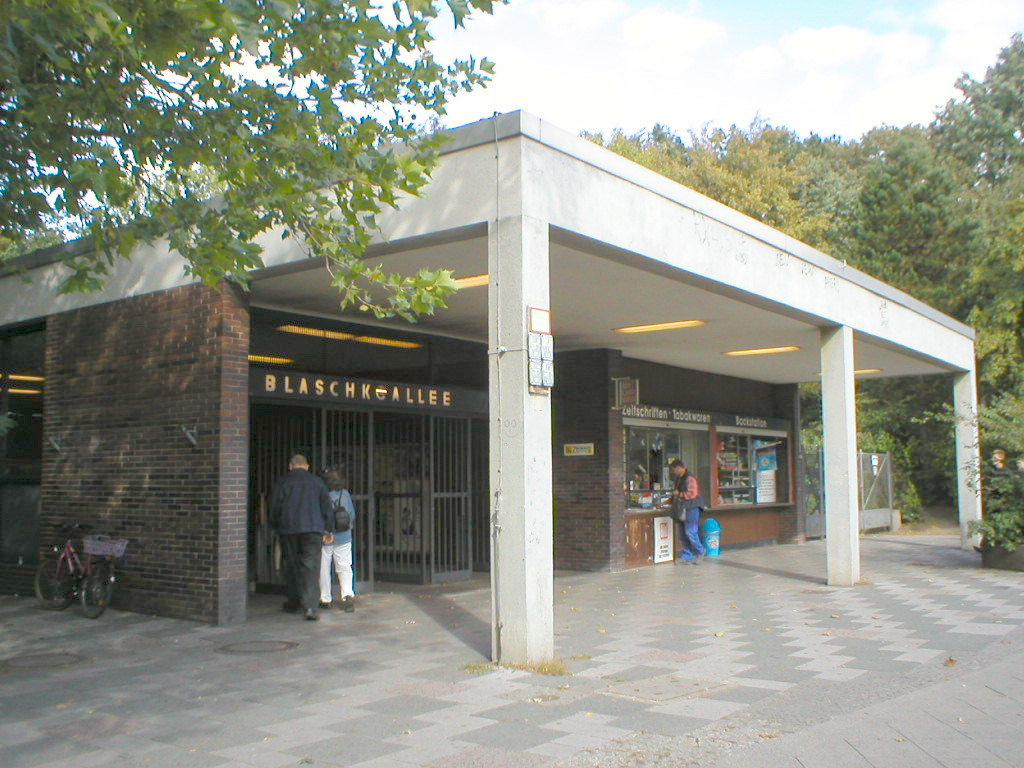
Toegangsgebouw van het in 1963 geopende station Blaschkoallee

Na de Tweede Wereldoorlog ontstonden in het zuiden van Berlijn twee grote nieuwbouwgebieden: Britz en Gropiusstadt. Om deze woonwijken te ontsluiten werd een zuidelijke verlenging van lijn CI gepland. Het in totaal 7,3 kilometer lange nieuwe traject zou in drie etappes geopend worden. Voorstellen om kosten te besparen door de lijn op een spoordijk of in een uitgraving aan te leggen sneuvelden, omdat deze oplossingen een te ingrijpende deling van de nieuwe stadsdelen tot gevolg zou hebben. Op 2 november 1959 begon de bouw bij het toenmalige eindstation Grenzallee, zodat op 28 september 1963 het eerste, 2,9 kilometer lange en drie stations tellende deel van de verlenging geopend kon worden tot Britz-Süd.
Het tracé volgt eerst nog de Buschkrugallee, maar verlegt zich na de kruising van het Teltowkanaal naar de Fritz-Reuter-Allee, die tot Britz-Süd gevolgd wordt. Bij het voorlopig eindpunt werd ook de bouw van een nieuwe werkplaats voorbereid. Aangezien de bouw van de metrolijn en de bovenliggende woonwijken gecoördineerd plaatsvonden, was het verder naar het zuiden niet noodzakelijk het stratenpatroon te volgen; de straten en woningen werden later over de tunnel heen gebouwd.
Op 2 januari 1970 kwam het 3,3 kilometer lange traject door Gropiusstadt gereed. Naast het nieuwe eindpunt Zwickauer Damm openden nog drie stations hun deuren. Het project werd voltooid op 1 juli 1972 met het bereiken van het definitieve eindpunt Rudow. De werkplaats Britz-Süd was al in 1971 in gebruik gekomen.

### Ontstaan van lijn 7

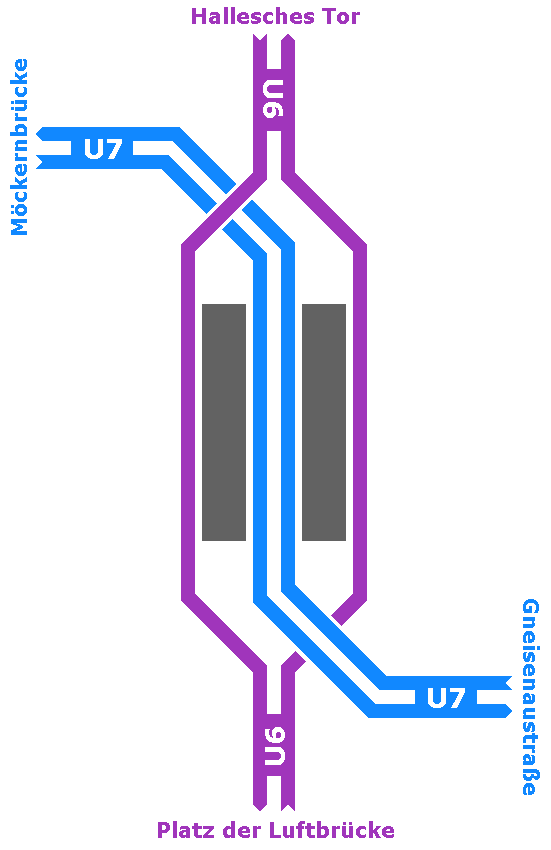
Nieuwe sporensituatie in station Mehringdamm

Reeds in de jaren 1930 bestonden er plannen om de tak naar Neukölln van lijn C af te splitsen. In de jaren 1950 werd de noodzaak hiertoe steeds groter, omdat de lijn het centrum van West-Berlijn niet aandeed en deels over Oost-Berlijns grondgebied liep. Station Hallesches Tor, waar in westelijke richting kon worden overgestapt, raakte langzamerhand overbelast en zou nog verder belast worden door de vele reizigers uit de nieuwe zuidelijke woonwijken. Bovendien streefde men er sowieso naar vertakkende lijnen af te schaffen en vaste routes in te stellen.
De af te scheiden lijn zou uiteindelijk naar Wilmersdorf moeten leiden, maar op korte termijn was de aanleg van een dusdanig lang traject niet te realiseren. Ook het laten eindigen van de lijn in het splitsingsstation Mehringdamm was geen optie, aangezien station Hallesches Tor daarmee niet ontlast zou worden. Men koos er daarom voor lijn CI in de eerste fase door te trekken naar Möckernbrücke, waar een nieuwe overstapmogelijkheid op de Hochbahn (nu U1) naar het westelijke centrum zou ontstaan. Voor deze oplossing hoefde slechts ruim een kilometer nieuw spoor aangelegd te worden.
Het in 1924 als Belle-Alliance-Straße geopende splitsingsstation Mehringdamm moest ten behoeve van de afscheiding van lijn CI met een spoor uitgebreid worden. De ombouwwerkzaamheden en de aanleg van de korte westelijke verlenging van de lijn begonnen in juli 1962. Op 28 februari 1966 waren de werken gereed en opende de lijn Möckernbrücke - Britz-Süd onder het lijnnummer 7. In station Mehringdamm ontstond een comfortabele cross-platform-overstap op lijn 6.

### De nieuwe lijn krijgt vorm

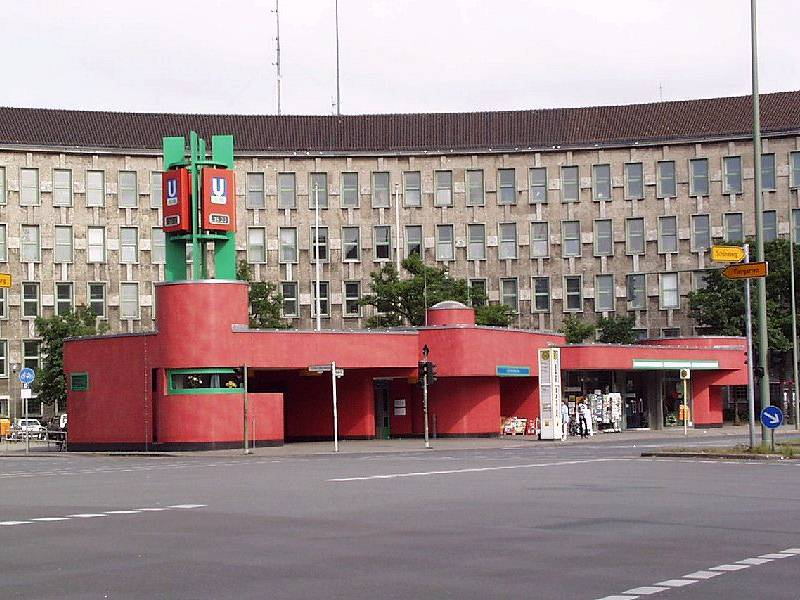
Station Fehrbelliner Platz kreeg met de komst van de U7 een opvallend nieuw toegangsgebouw.

Nog voordat de afsplitsing van lijn 7 een feit was, waren de werkzaamheden aan verdere verlenging naar het westen begonnen. Hierdoor zou eindelijk een snelle verbinding van het zuidoosten van West-Berlijn met Wilmersdorf en het westelijke centrum gecreëerd worden. Er werden zeven nieuwe stations gebouwd en er ontstonden drie nieuwe overstappunten op andere metrolijnen: Bayerischer Platz, Berliner Straße en Fehrbelliner Platz, tevens eindpunt.
Het 5,2 kilometer lange tracé maakt na station Möckernbrücke eerst een scherpe bocht naar het zuiden en kruist vervolgens het voormalige Anhalter Güterbahnhof. Bij station Yorckstraße, het eerste op het nieuwe traject werd in verband met de diagonale kruising van de S-Bahn voor het eerst in de geschiedenis van de Berlijnse metro gebruikgemaakt van de boorschildtechniek. Vervolgens volgt de tunnel de Grunewaldstraße, later overgaand in de Berliner Straße en de Brandenburgische Straße, tot de Fehrbelliner Platz.
Op 29 januari 1971 kwam de verlenging Möckernbrücke - Fehrbelliner Platz in gebruik. Dat de metrobouw in West-Berlijn dankzij de vele subsidies van de bondsregering een ware bloei kende, blijkt wel uit het feit dat op dezelfde datum ook lijn 9 met vijf stations werd uitgebreid.

### Verlenging richting Spandau
Al in de jaren 1920 bestonden er plannen de metro door te trekken naar het noordwestelijke stadsdeel Spandau, ooit een zelfstandige stad. Een eerste stap hiertoe werd gezet met de verlenging van de huidige U2 naar Ruhleben, maar daarna kwam het project stil te liggen. Toen er in de jaren 1960 weer genoeg geld was voor grote projecten, werd een verbinding naar Spandau via Ruhleben nog altijd overwogen, maar er ontstonden ook andere varianten. Uiteindelijk koos men ervoor lijn 7 via Jungfernheide naar het noordwesten te verlengen, omdat dit tracé ook de belangrijke industriewijk Siemensstadt zou ontsluiten.

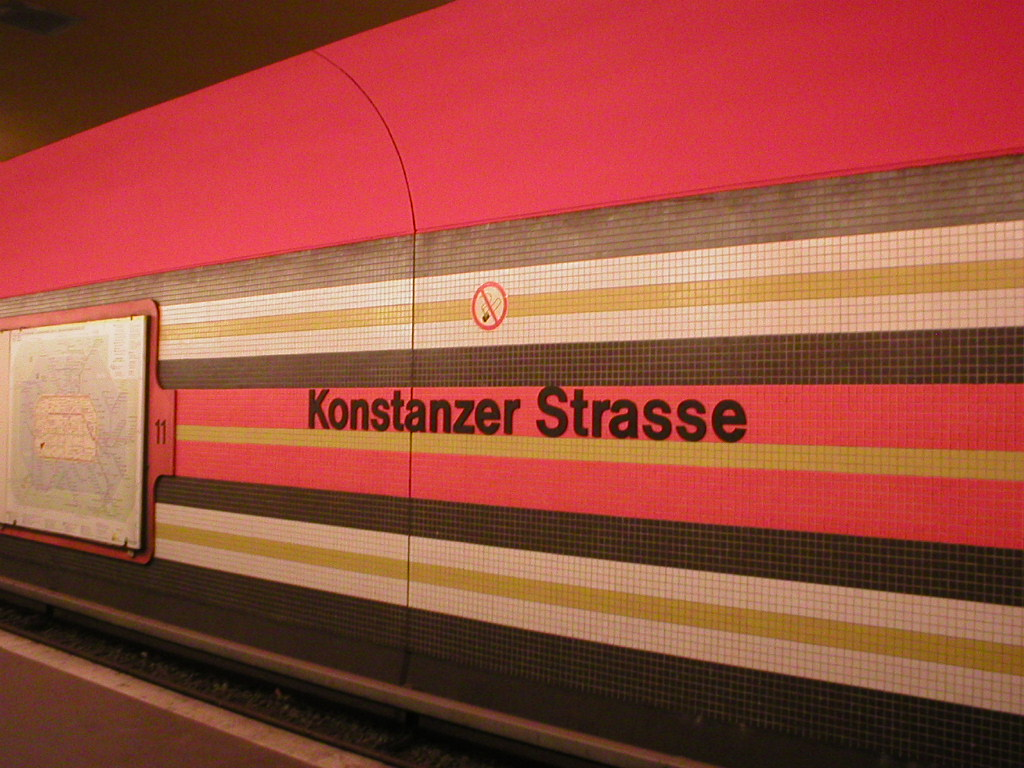
Veelkleurige wandbekleding in station Konstanzer Straße

In 1969 begonnen de werkzaamheden aan de eerste fase van de noordwestelijke verlenging van de huidige U7, van Fehrbelliner Platz naar Richard-Wagner-Platz. Men bouwde een tunnel onder de Brandenburgische Straße tot station Adenauerplatz, daarna volgt de lijn de Wilmersdorfer Straße, die tegelijkertijd met de metrobouw gedeeltelijk als voetgangerszone werd ingericht.
Verder naar het noorden zou lijn 7 het tracé van de in 1970 gesloten pendellijn 5 tussen Richard-Wagner-Platz en Deutsche Oper (U2) overnemen. Het kleinprofielstation onder de Richard-Wagner-Platz werd hiertoe gesloopt en vervangen door een nieuw station. Verder werd er een nieuwe, iets naar het westen afbuigende tunnel gebouwd richting de Wilmersdorfer Straße. Omdat hier onder een aantal huizenblokken gebouwd moest worden, gebruikte men de boorschildtechniek. Waar deze tunnel de reeds bestaande sporen van de huidige U2 kruiste verrees het overstapstation Bismarckstraße, wat ook de invoeging van een nieuw station op de U2 betekende. Op 28 april 1978 kwam het 3,2 kilometer lange en vijf stations tellende traject tot Richard-Wagner-Platz in gebruik.
In 1973 begon de aanleg van de tweede etappe van de lijn naar Spandau. Bij de kruising van de Spree, iets ten noorden van de Richard-Wagner-Platz, werd een tunnel door middel van de afzinkmethode aangelegd. Omdat dit naast een brug in de straat die de lijn volgt moest gebeuren, zwenkt de tunnel hier even naar het oosten. Vervolgens loopt de lijn verder naar het noorden tot station Jungfernheide op de S-Bahnring. Dit station werd met het vooruitzicht van een geplande – maar nog altijd niet gerealiseerde – metrolijn naar luchthaven Tegel in twee etages aangelegd. Na station Jungfernheide buigt de lijn af naar het westen door Charlottenburg-Nord, om na ruim twee kilometer het nieuwe eindpunt Rohrdamm in de tot Spandau behorende Siemensstadt te bereiken. Het traject Richard-Wagner-Platz - Rohrdamm kwam op 1 oktober in de dienst. Hierdoor werd het Berlijnse metronet uitgebreid met 4,7 kilometer spoor en zes stations.
Lijn 7 was hiermee echter nog niet voltooid, aangezien een verbinding met het Spandause stadscentrum voorzien was. Er werden meerdere tracévarianten onderzocht, waaronder een route via het centrum van Haselhorst. Dit traject had als nadeel dat de Havel gekruist had moeten worden op een plek waar de rivier zeer breed is, met hoge kosten als gevolg. In een tweede variant zou de lijn eerst afbuigen naar het zuiden en van daaruit via het Spandause raadhuis naar het Falkenhagener Feld moeten leiden. Dit tracé zou echter het historische centrum van Spandau niet aandoen, hetgeen toch een belangrijk doel van de verlenging was. Men besloot daarom uiteindelijk de tunnel in een min of meer rechte lijn naar het westen aan te leggen, via de Nonnendammallee en langs de Citadel van Spandau, en vervolgens naar het zuiden te laten afbuigen door de Spandause binnenstad. De verbinding met het Falkenhagener Feld zou de U2 later voor zijn rekening moeten nemen. Het eindstation Rathaus Spandau werd daarom alvast geschikt gemaakt voor de komst van een tweede lijn.
De kosten voor deze verlenging vielen met 680 miljoen mark bijzonder hoog uit, met name door de hoge grondwaterspiegel ter plaatse. Er was dan ook veel kritiek op het project, aangezien de door dunbevolkt gebied voerende lijn ook (deels) bovengronds had kunnen worden aangelegd. Geld leek in de periode van grote federale subsidies echter geen rol te spelen. Er werden maar liefst zes verschillende bouwwijzen gebruikt: de gebruikelijke open bouwmethode, de diepwandmethode in combinatie met onderwaterbeton (passage citadel van Spandau), de afzinkmethode (voor de kruising van de Havel tussen de stations Zitadelle en Altstadt Spandau), de caissonmethode (station Altstadt Spandau), de boorschildmethode (in de historische binnenstad van Spandau) en de wanden-dakmethode (station Rathaus Spandau).
Met deze 4,7 kilometer lange en vijf stations tellende verlenging bereikte de U7 op 1 oktober 1984 zijn huidige vorm. Aan beide uiteinden bestaan weliswaar uitbreidingsplannen (zie de sectie toekomst), maar de tijd van de rijkelijk vloeiende subsidie is voorbij, waardoor realisering van deze projecten niet of pas op zeer lange termijn te verwachten is.

### Lijnkleuren en nummering
Lijn C, waartoe het oudste deel van de huidige U7 tot 1966 behoorde, droeg al sinds zijn opening de kleur violet. In de plannen ter afsplitsing van lijn CI werd de nieuwe lijn volgens het gebruikelijke lettersysteem aangeduid als H. Tegelijkertijd met de opening van de nieuwe zelfstandige lijn werd echter een nieuw nummeringssysteem met cijfers ingesteld. Het traject Möckernbrücke - Britz-Süd kreeg het lijnnummer 7; lijn H verscheen nooit op de kaart. Lijn 7 had aanvankelijk de kleur grijs, maar in 1978 kreeg hij zijn huidige lichtblauwe kleur, die beter te onderscheiden werd geacht. Toen het stadsvervoerbedrijf BVG in 1984 het westelijke deel van het S-Bahnnet overnam van de Oost-Duitse spoorwegen, werd aan de nummers van de metrolijnen een U toegevoegd, om deze te onderscheiden van de met S beginnende S-Bahnlijnnummers.

## Stations
De veertig stations van de U7 liggen alle ondergronds. Op zeven stations kan op metrolijnen worden overgestapt, aansluiting op de S-Bahn bestaat op vijf metrostations en op drie plaatsen is er een overstapmogelijkheid op de regionale en nationale spoorwegen. De gemiddelde afstand tussen twee stations bedraagt 814 meter; de grootste stationsafstand is met 1240 meter die tussen Grenzallee en Blaschkoallee, het dichtst bij elkaar liggen de stations Halemweg en Jakob-Kaiser-Platz (508 meter).
De stations van lijn U7 ontstonden gedurende een periode van zestig jaar en laten daarom een aantal zeer verschillende bouwstijlen zien. Reizend vanaf het monumentale Rathaus Spandau gaat men langzaam terug in de tijd, van de jaren 1980 tot in het eerste kwart van de 20e eeuw, om in het zuiden van Neukölln weer dichter bij het heden uit te komen in de functionele stations van de jaren 1960.

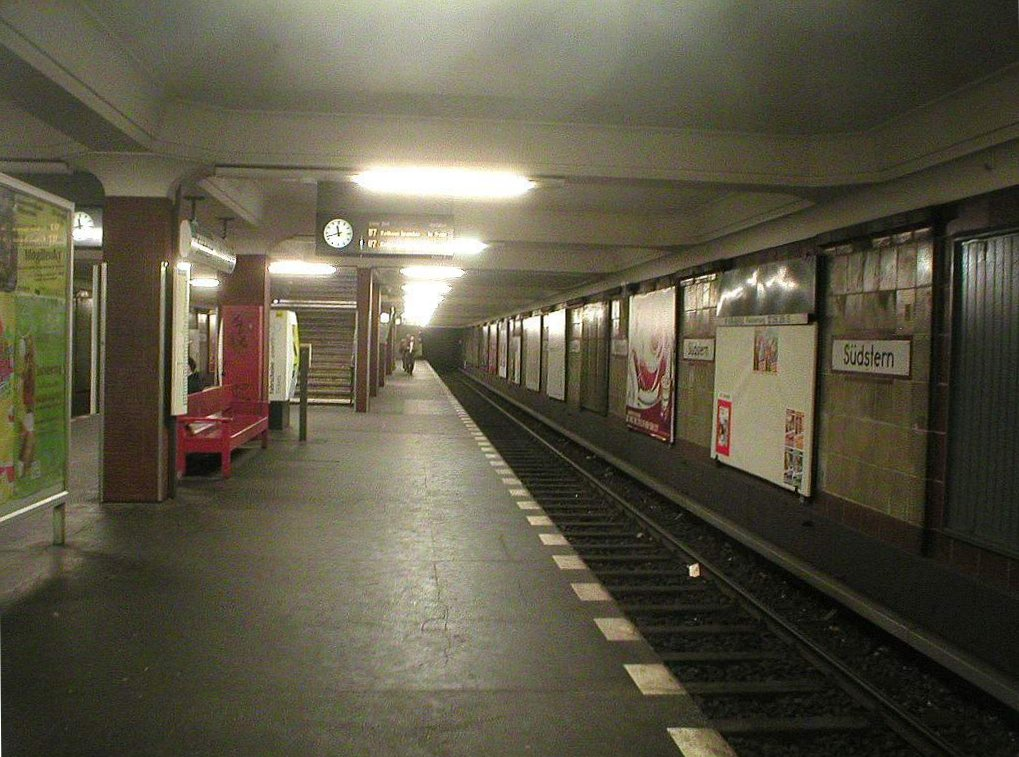
Station Südstern kreeg als eerste weer betegelde wanden.

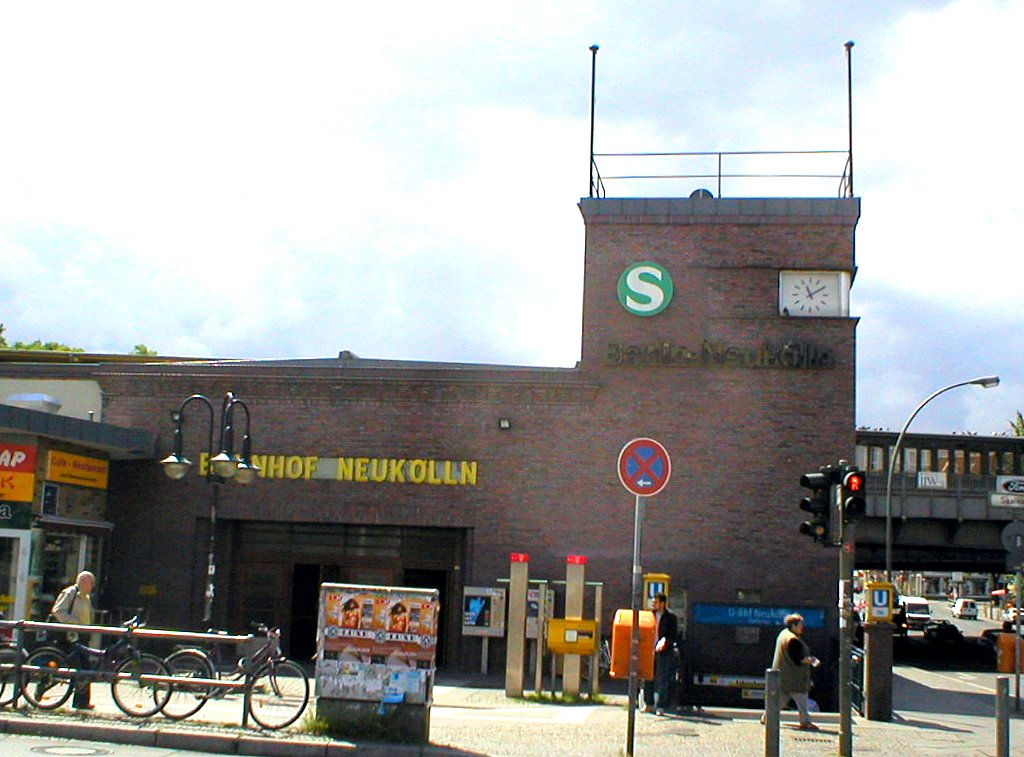
S- en U-Bahn onder één dak: station Neukölln

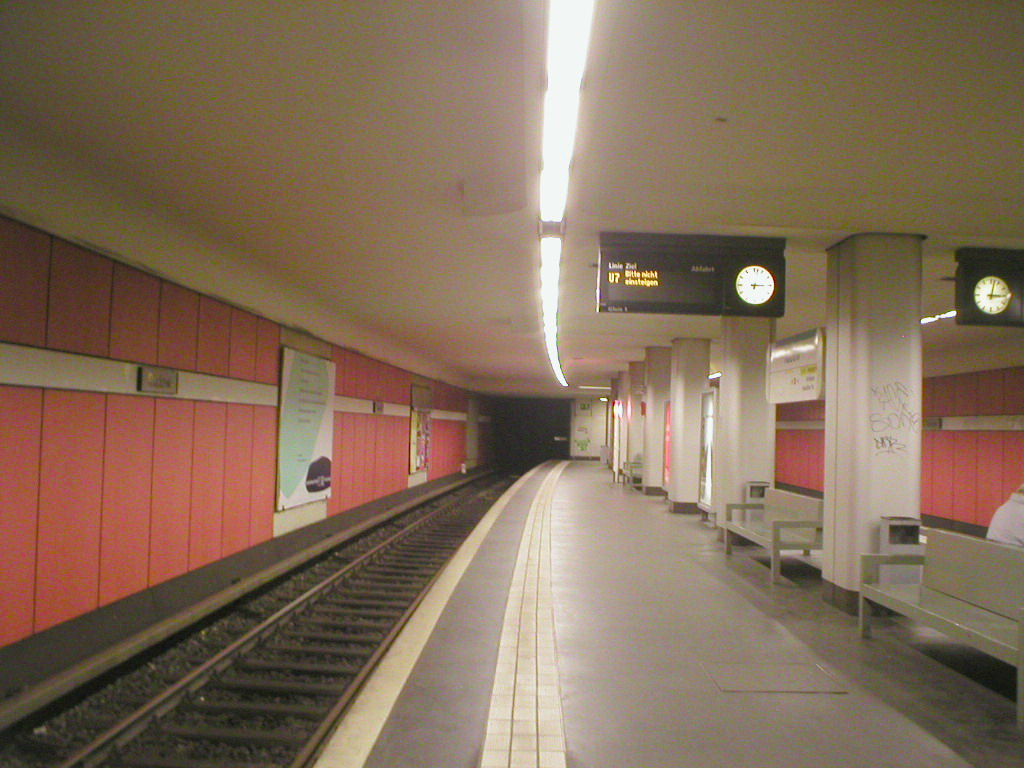
Aluminium en Eternit, voor het eerst gebruikt in eindpunt Rudow

De eerste stations van de Nord-Süd-Bahn werden ontworpen door Alfred Grenander, huisarchitect van de Hochbahngesellschaft, en Alfred Fehse. Aangezien de stad Berlijn, zoals eerder beschreven, bij de aanleg van haar eigen metrolijn met financiële problemen kampte, moest op de inrichting van de stations bezuinigd worden. In plaats van de eerder gebruikelijke, maar te duur bevonden betegeling kregen de wanden daarom een bekleding van pleister. Op de oostelijke tak van de lijn, die nu onderdeel is van de U7, gold dit nog voor de stations Gneisenaustraße (bij een verbouwing in 1968 alsnog van betegeling voorzien) en Belle-Alliance-Straße (Mehringdamm), maar vanaf het in 1924 geopende station Hasenheide (Südstern) werden weer tegels gebruikt, zij het van een goedkoper type (koudglazuur).
De stations aan de in 1926 geopende verlenging naar de Bergstraße (Karl-Marx-Straße) volgen, afgezien van de betegeling van de eerder kaal gelaten metalen zuilen, in grote lijnen het ontwerp van de voorafgaande stations, maar voor het overstapstation Hermannplatz pakte men grootser uit. Grenander en Fehse schiepen hier een ruim zeven meter hoge hal, ondersteund door groen betegelde art-deco-zuilen met gedecoreerde kapitelen. Voor het eerst in Berlijn werd een volledig geïntegreerd kruisingsstation gebouwd, met kruislings boven elkaar gelegen perrons ten behoeve van een makkelijke overstap. De direct onder de straat gelegen tunnel van de U8 zweeft als een doos in ruime hal van de U7, die hierdoor in tweeën wordt gedeeld. De twee niveaus werden met elkaar verbonden door middel van trappen en, voor het eerst in de geschiedenis van de Berlijnse metro, roltrappen. Ook bouwde men rechtstreekse toegangen tot het station vanuit het juist geopende warenhuis Karstadt aan de Hermannplatz.
Voor het ontwerp van de in 1930 geopende stations Neukölln en Grenzallee greep Grenander met vlakke plafonds en lichte kleuren terug op de zakelijkheid van zijn stations op de GN-Bahn (de huidige U8). De metalen steunpilaren werden echter weer onbekleed gelaten. Het juist opgerichte stadsvervoerbedrijf BVG en de Deutsche Reichsbahn, exploitant van de S-Bahn bereikten overeenstemming over een gezamenlijk stationsgebouw voor metro en S-Bahn bij het overstappunt Neukölln. Grenander creëerde hier een bakstenen stationshal met klokkentoren.
Ruim dertig jaar later tekende Werner Düttmann in de jaren 1960 voor de stations aan de verlenging naar Britz-Süd. Düttmanns ontwerpen worden gekenmerkt door het gebruik van kleine keramische tegels, rechte lijnen en het ontbreken van opsmuk. Ook Rainer Rümmler, die de stations van de volgende twee fases van de zuidelijke verlenging voor zijn rekening nam, koos voor een in de eerste plaats functionele opzet. Alleen het eindpunt Rudow laat door het gebruik van nieuwe materialen als aluminium en asbestcestment enige vernieuwing in de architectuur van de Berlijnse metrostations zien.
Möckernbrücke, het station waarvan de opening het ontstaan de U7 als zelfstandige lijn inluidde, heeft als bijzonderheid dat het op beide oevers van het Landwehrkanaal ligt. Om overstappen op de U1 mogelijk te maken werd het ondergrondse stations van de U7 op de zuidoever door middel van een brug over het kanaal verbonden met het viaductstation aan de overzijde.
Rümmler zou tot in de jaren 1990 het gezicht van de Berlijnse metro bepalen en was dan ook verantwoordelijk voor alle stations van de U7 sinds de jaren 1970. Terwijl de stations Möckernbrücke en Yorckstraße, geopend in 1966 respectievelijk 1971, nog aanleunen bij de donkere no-nonsense ontwerpen in Gropiusstadt en Berlin-Rudow, zet de vernieuwing op de verdere verlenging naar het westen echt door. Kenmerkende elementen van veel stations uit deze periode zijn met aluminium beklede zuilen, het gebruik van asbestcementplaten op de wanden, een opvallende vormgeving van het dak (Blissestraße) en het toepassen kleurassociaties (zoals het blauw-wit van de Beierse vlag in station Bayerischer Platz). Vanaf het einde van de jaren 1970 werden de ontwerpen expressiever, onder andere door het veelvuldige gebruik van kleurrijke mozaïeken als wandbekleding, wederom met verwijzing naar de stationsnaam: het wapen van Wilmerdorf in station Wilmersdorfer Straße en scènes uit Wagners opera's in station Richard-Wagner-Platz (beide geopend in 1978).
Op het in 1980 geopende lijndeel richting Spandau creëerde Rümmler een reeks zeer verschillende stations. Mierendorffplatz en Jungfernheide werden opgeluisterd met de al eerder toegepaste wandmozaïeken, terwijl de twee volgende stations, Jakob-Kaiser-Platz en Halemweg een monochroom uiterlijk kregen met een bekleding van gele respectievelijk oranje houten panelen. In station Rohrdamm doet Rümmlers beeldentaal weer van zich spreken; een bonte verzameling raderen en buizen (Rohr betekent "buis") op de wanden verwijst hier naar de industriële omgeving. Siemensdamm werd als enige station van deze bouwfase niet door Rümmler ontworpen, maar is van de hand van de architecten Ralf Schüler en Ursulina Witte. In dit metrostation wordt met diverse afbeeldingen de geschiedenis van het nabij gevestigde bedrijf Siemens geschetst. De sporen in station Jungfernheide bevinden zich overigens op twee niveaus, om een cross-platform-overstap op de – nog altijd tot de planning behorende – verlengde U5 richting Luchthaven Tegel mogelijk te maken.
De nieuwste stations van de U7, daterend uit 1984, laten een nog verdere ontwikkeling van Rümmlers stijl zien. Paulsternstraße kan door zijn bloemendecoratie op de wanden en als bomen uitgevoerde zuilen met recht het bontste station van de Berlijnse metro genoemd worden. In groot contrast tot deze fleurigheid is station Haselhorst zeer strak in grijstinten uitgevoerd. Station Zitadelle verwijst met zijn bakstenen muren, zuilen en diverse decoraties naar de naamgevende middeleeuwse citadel, terwijl Altstadt Spandau, gelegen in de historische binnenstad van het noordwestelijke stadsdeel, met twee rijen zuilen en subtiele verlichting een luxueuze uitstraling heeft. Dat het altijd nog groter kan bewijst het eindpunt Rathaus Spandau. Hier liggen vier sporen in een hoge hal met bijzonder forse gedecoreerde zuilen en sierlijke verlichtingselementen. De U7 berijdt overigens alleen de binnenste twee sporen, mogelijk zal de verlengde U2 in de toekomst de buitenste sporen gebruiken.

## Dienstuitvoering
Gedurende het grootste deel van dag, behalve op zondag, wordt er op de U7 een vijfminutendienst onderhouden, in de avondspits versterkt tot een drieminutendienst. In de nacht van vrijdag op zaterdag en van zaterdag op zondag rijdt er van 0:30 tot 4:30 elke 15 minuten een trein op de lijn. In de overige nachten rijdt de vervangende metronachtbus N7 over de volledige route van de U7.
| Traject                 | Treinopvolging | Treinopvolging  | Treinopvolging    |
| Traject                 | Spits          | Overdag (ma-za) | Avonden en zondag |
| ----------------------- | -------------- | --------------- | ----------------- |
| Rathaus Spandau ↔ Rudow | 3 minuten      | 5 minuten       | 10 minuten        |

Met een gemiddelde commerciële snelheid van 33,7 km/u is de U7 de snelste lijn van de Berlijnse metro. Als een van de nieuwste lijnen van het net beschikt de U7 dan ook over een relatief moderne infrastructuur. Desondanks geldt op een beperkt aantal baanvakken (totale lengte 400 m) een snelheidsbegrenzing tot 40 km/u of minder. De normale maximumsnelheid bedraagt in het grootprofielnet 70 km/u.

## Toekomst
Ondanks het feit dat de U7 nu al de langste lijn van het net is, bestaan er plannen tot verlenging aan beide zijden. Erg concreet zijn deze projecten sinds het vervallen van het 200-Kilometer-Plan in 1996 echter niet meer en aangezien de Berlijnse stadskas weinig middelen te bieden heeft, is een eventuele realisatie pas op lange termijn te verwachten. Het prioriteitenplan tot 2030 rept dan ook met geen woord over uitbreiding van de U7.
Sinds het einde van de jaren 1970 is in Spandau een lijn naar Staaken gedacht. Er gaan echter ook stemmen op dit stadsdeel met een tramlijn of de S-Bahn te ontsluiten.

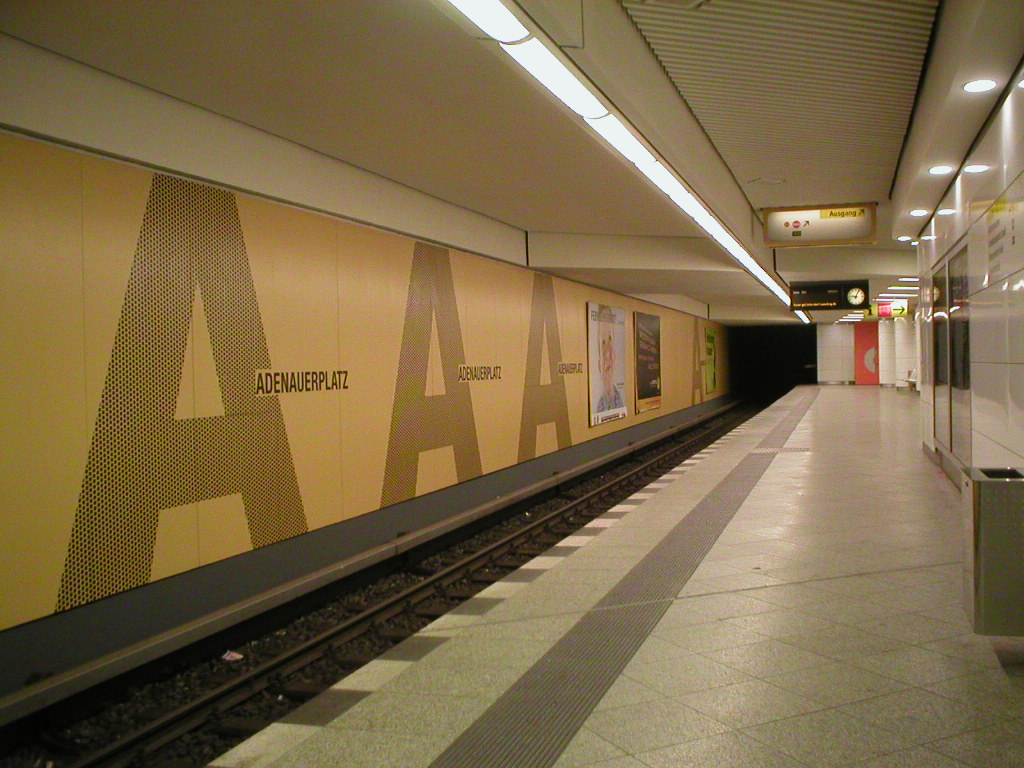
Het opgeknapte station Adenauerplatz

Aan het andere uiteinde van de lijn behoort doortrekking naar Flughafen Berlin Brandenburg, de enige actieve luchthaven van de Duitse hoofdstad, tot de mogelijkheden. Aangezien de luchthaven reeds over een (snellere) verbinding per S-Bahn beschikt, maakt de aanleg van een metrolijn naar de luchthaven ook in 2020 nog deel uit van studie en politieke discussie.
Nieuwe stations worden voorlopig weliswaar niet gebouwd, maar wel krijgt een aantal bestaande stations een opknapbeurt. In 2005 onderging Adenauerplatz een moderniseringsoperatie, in 2007 moet station Wilmersdorfer Straße een nieuw uiterlijk krijgen. Het moderniseringsprogramma omvat ook de inbouw van liften; in 2008 beschikten nog slechts 13 van de 40 stations van de U7 (33%) over een lift. De belangrijkste stations zullen in de periode tot 2010 met liften uitgerust worden.

## Kaart

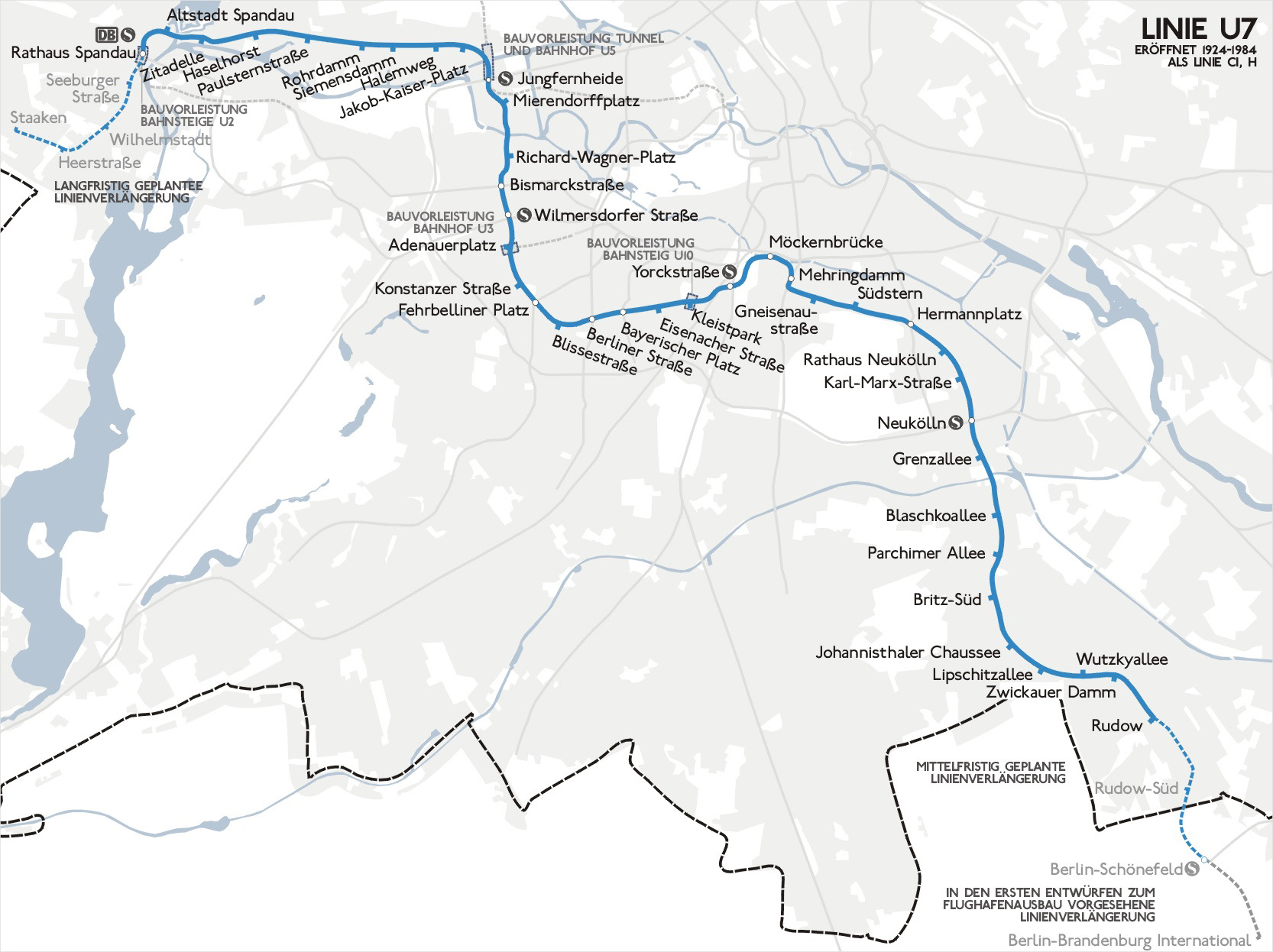
Tracé van de U7